# Борачок Мар'ян Юліанович
Мар'ян Юліанович Борачо́к (англ. Marian Borachok; 1 лютого 1912, Ілавче — 7 листопада 1993, Баффало) — український і американський живописець. Брат художника Северина Борачка.

## Біографія
Народився 1 лютого 1912 року в селі Ілавчому (нині Тернопільський район Тернопільської області, Україна). Син греко-католицького священника отця Юрія. Після смерті батька, родина переїхала до Теребовлі. Закінчив Теребовлянську гімназію. Малярству спершу навчався у старшого брата Северина і його друга Василя Хмелюка, потім навчався у Краківській академії мистецтв у професора Владислава Яроцького. Відновив у Теребовлі «Пласт», організував товариство «Сокіл».
У 1938 році організував перший фестиваль і спортивний імпрез молоді в Теребовлі. До початку Другої світової війни працював референтом молоді та спорту в Теребовлі. Допомагав братові Северину відкрити Музей імені князя Василька (нині Теребовлянський історико-краєзнавчий музей) та впродовж 1933—1944 років збирати і впорядковувати експонати, був заступником голови закладу.
З березня 1944 року був в еміграції. У 1950 році приїхав до Баффало, де організував і став першим керівником пластової оселі «Новий Сокіл», редагував пластові видання, організував приватний музей.
Помер в Баффало 7 листопада 1993 року.

## Творчість
Займався різьбленням по дереву, карбуванням на міді й малюванням на порцеляні, художньою фотографією. Вирізьбив дерев'яну раму для ікони Теребовлянської Божої Матері й позолотив її. Декорував мистецькі імпрези, влаштував фотовиставки в Теребовлі.
Автор декорацій до вистав, багатьох портретів, зокрема кардинала Йосифа Сліпого (1968), який делегація теребовлян вручила Блаженнійшому в Торонто. 
Розмалював велику залу Українського народного дому «Дніпро» в Баффало, провів тут багато пластових, мистецьких, ювілейних виставок. 